# Eine kurze Weltgeschichte für junge Leser
Eine kurze Weltgeschichte für junge Leser ist ein Jugendsachbuch des österreichischen Kunsthistorikers Ernst Gombrich aus dem Jahr 1935. In 39 Kapiteln auf rund 300 Seiten erzählt es – nach einer kurzen Darstellung der Entwicklung von Sonnensystem, Erde und Frühmenschen – knapp die Geschichte der Menschheit von den ersten Hochkulturen bis zum Ende des Ersten Weltkriegs. Der Schwerpunkt liegt dabei auf der Geschichte Europas und des Mittelmeerraums, Indien und China werden nur gestreift, Subsahara-Afrika, das präkolumbianische Amerika und Australien bleiben größtenteils ausgeklammert.
Das Buch wurde sehr schnell ein Erfolg. Schon bald folgten Übersetzungen in fünf Sprachen. Kurze Zeit später wurde es wegen seiner zu „pazifistischen“ Gesinnung von den Nationalsozialisten verboten. Einige Jahre nach Ende des Zweiten Weltkriegs erhielt Gombrich die Rechte an seinem Buch zurück. Doch erst 1985 erschien eine vom Autor überarbeitete und um ein Nachwort ergänzte Neuauflage. Eine weitere, aktualisierte Überarbeitung, die Gombrich kurz vor seinem Tod 2001 besorgte, erschien 2006.
Die Zeit schrieb zur Ausgabe von 1985: „Gombrich ist anspruchsvoll in der Sache, er zeigt Entwicklungen, beschreibt Zeitenwenden, aber er wählt dafür eine einfache und anschauliche Sprache. Wann immer Gelegenheit ist, stellt er Menschen vor, die charakteristisch für ihre Zeit sind. Der Vorteil des Buches liegt nicht zuletzt darin, daß man diese ‚wahre Geschichte‘ in einem Zug hintereinander liest und so ein Gefühl für die Aufeinanderfolge oder Gleichzeitigkeit historischer Begebenheiten bekommt.“

## Zur Entstehung
Gombrich hatte als 25-Jähriger gerade seine Dissertation beendet und war arbeitslos, als er von dem befreundeten Verleger Walter Neurath gebeten wurde, ein englisches Geschichtsbuch für Kinder zu begutachten und gegebenenfalls ins Deutsche zu übersetzen. Das Buch war von einem gemeinsamen Freund empfohlen worden, der in London Medizin studierte, und sollte in der neuen Reihe „Wissenschaft für Kinder“ erscheinen. Gombrich gab das Buch zurück und sagte: „Ich glaube, ich könnte selbst ein besseres schreiben.“
Daraufhin bat ihn Neurath, ihm ein Probekapitel zu schicken. Das Buch entstand unter relativ großem Zeitdruck. Später meinte Gombrich, dass dies wohl mit zu dem Erfolg beigetragen habe. Vormittags las er, was er im Haus seiner Eltern zum jeweiligen Thema fand. Nachmittags ging er in die Bibliothek und las dort Texte aus der jeweiligen Epoche, um seinen Berichten eine größere Glaubwürdigkeit zu verleihen. Abends schrieb er am Text. Die Illustrationen ließ Gombrich für fünf Schilling pro Stück von einem ehemaligen Reitlehrer anfertigen. Später wies er darauf hin, dass deshalb die Pferde auf den Bildern besser gezeichnet seien als die Menschen.
Nach einer anderen Erzählung wollte ein kleines Mädchen von Gombrich wissen, was er den ganzen Tag lang tue, und Gombrich begann aufzuschreiben, was er Kindern über die Ritterzeit mitteilen wollte. Er schickte diesen Text an einen Verleger und der wünschte von ihm innerhalb von sechs Wochen eine ganze Weltgeschichte. Gombrich las das Manuskript probeweise seiner späteren Frau, Ilse Heller, vor.
Die erste englische Ausgabe erschien erst nach seinem Tod 2005; sie wurde weitgehend von Gombrich selbst übersetzt. Kurz nachdem er mit der Übersetzung ins Englische begonnen hatte, sagte er stolz zu seiner Enkelin Leonie: „Ich habe mir meine Kleine Weltgeschichte noch einmal vorgenommen, und da steckt wirklich viel drin. Weißt Du, ich glaube, sie ist gut!“ Es ist das einzige seiner Bücher, das er auf Deutsch geschrieben hat.

## Ausgaben
- Ernst H. Gombrich; Kat Menschik (Illustratorin): Eine kurze Weltgeschichte für junge Leser [Einführung von Leonie Lilavati Gombrich]. 1. Auflage der Neuausgabe, DuMont, Köln 2011, ISBN 978-3-8321-9653-0.
- Ernst H. Gombrich: Eine kurze Weltgeschichte für junge Leser. Von der Urzeit bis zur Gegenwart In: DuMont-Taschenbücher, Band 6109, 2. Taschenbuch-Neuausgabe, DuMont, Köln: 2011. ISBN 978-3-8321-6109-5 (Die aktuelle Auflage des Klassikers, die noch vom Autor selbst überarbeitete und ergänzte Neuausgabe vom 2005. – seit 2005 in vier Auflagen – die 4. vom 2009 ist immer noch im Handel: ISBN 978-3-8321-7654-9, im Vorwort schildert Leonie Gombrich die Entstehungsgeschichte des Buches aus der privaten Sicht der Familie).
- als Hörbuch: Christoph Waltz liest Ernst H. Gombrich: 1. Teil: Eine kurze Weltgeschichte für junge Leser: Von den Anfängen bis zum Mittelalter. [ungekürzte Lesung / Regie: Frank Bruder]. Argon, Berlin 2006. ISBN 978-3-86610-098-5 (Audiobook, 5 CDs); 2. Teil: Eine kurze Weltgeschichte für junge Leser: Von der Renaissance bis heute. ISBN 978-3-86610-099-2 (Audiobook, 4 CDs).